# آلوین (تگزاس)
آلوین (به انگلیسی: Alvin) شهری در شهرستان برازوریا ایالت تگزاس از ایالات جنوبی ایالات متحده آمریکا است. در سرشماری سال ۲۰۰۰، جمعیت این شهر ۲۱،۴۱۳ نفر اعلام شد. 

## موقعیت جغرافیایی
موقعیت جغرافیایی شهرها و مناطق اطراف به شرح زیر است: